# Явоже (Куявсько-Поморське воєводство)
Явоже (пол. Jaworze) — село в Польщі, у гміні Ринськ Вомбжезького повіту Куявсько-Поморського воєводства.
Населення — 286 осіб (2011).

## Демографія
Демографічна структура станом на 31 березня 2011 року:
|          | Загалом | Допрацездатний вік | Працездатний вік | Постпрацездатний вік |
| -------- | ------- | ------------------ | ---------------- | -------------------- |
| Чоловіки | 150     | 38                 | 99               | 13                   |
| Жінки    | 136     | 34                 | 76               | 26                   |
| Разом    | 286     | 72                 | 175              | 39                   |